# Emmanuelle Duplay
 (juillet 2015).
Pour les articles homonymes, voir Duplay.
Emmanuelle Duplay est cheffe décoratrice de cinéma, scénographe et designer française.

## Parcours
Née le 10 juin 1965 de parents architectes, elle passe son diplôme DPLG en 1990 à l’École nationale supérieure d'architecture de Paris-Belleville.
Elle commence sa carrière comme assistante décoratrice avec Wim Wenders sur le film Jusqu'au bout du monde, Michelangelo Antonioni dans Par-delà les nuages et Leos Carax, Pola X. Depuis 1996, elle collabore avec entre autres avec Dominik Moll, Cédric Klapisch, Julie Delpy, Valeria Bruni Tedeschi, Robin Campillo, François Ozon,  Alain Guiraudie Justine Triet et Jacques Audiard.
Nommée 4 fois aux Césars dans la Catégorie Meilleurs décors pour son travail sur  « 120 Battements par minute « de Robin Campillo , « Aline » de Valérie Lemercier   , « Les Amandiers » de Valéria Bruni-Tedeschi   et « Anatomie d’une chute » de Justine Triet.
Au théâtre, avec Thierry Klifa comme metteur en scène, elle réalise la scénographie de pièces de Marguerite Duras, Joan Didion et Marcel Mithois.
Parallèlement, elle s’est  vu confier des scénographies d’expositions, de lancements de parfums pour Lancôme, Kenzo parfum, Armani. Elle a conçue et réalisé Labullekenzo, premier concept store de la marque, ouvert en 2003 dans les anciens locaux de la Samaritaine à Paris.
C'est la cousine de l'écrivain, concepteur, publicitaire, blogueur, chroniqueur et scénariste québécois Pascal Henrard.
Elle a été nommée Chevalier de la Légion d'honneur le 14 Juillet 2018 par le Ministère de la Culture.
Elle a été nommée Officière  des arts et des lettres le 14 Fevrier 2025 par le Ministère de la Culture .
Emmanuelle Duplay a intégré l'académie des Oscars

## Filmographie

### Longs métrages
- 1996 : Le Secret de polichinelle de Franck Landron
- 1997 : De la bouche des enfants de Dominique Duthuit
- 1997 : Lila Lili de Marie Vermillard
- 1999 : Rien à faire de Marion Vernoux
- 1999 : Libre à tout prix de Marie Vermillard
- 2000 : Imago jours de folie de Marie Vermillard
- 2001 : Reines d'un jour de Marion Vernoux
- 2002 : Il est plus facile pour un chameau... de Valeria  Bruni Tedeschi
- 2002 : La Fin du règne animal de Joël Brisse
- 2004 : Tu vas rire, mais je te quitte de Philippe Harel
- 2005 : Aurore de Nils Tavernier
- 2005 : Quelques jours en septembre de Santiago Amigorena
- 2006 : Actrices de Valeria Bruni Tedeschi
- 2007 : Comme ton père de Marco Carmel
- 2008 : Cinéman de Yann Moix
- 2008 : Rien dans les poches de Marion Vernoux
- 2009 : Bus Palladium de Christopher Thompson
- 2010 : Les Yeux de sa mère  de Thierry Klifa
- 2011 : Je me suis fait tout petit  de Cécilia Rouaud
- 2012 : Un château en Italie de Valeria Bruni Tedeschi
- 2012 : Un week-end à Paris  de Roger Michell
- 2013 : Tiens-toi droite de Katia Lewkowicz
- 2013 : Papa was not a rolling stone de Sylvie Ohayon
- 2014 : Dix pour cent de Cédric Klapisch
- 2014 : Lolo de Julie Delpy
- 2014 : Et ta sœur de Marion Vernoux
- 2014 : Les Trois Sœurs de Valeria Bruni Tedeschi
- 2016 : Des nouvelles de la planète Mars de Dominik Moll
- 2016 : Demain tout commence de Hugo Gélin
- 2017 : Marie-Francine de Valérie Lemercier
- 2017 : 120 battements par minute de Robin Campillo
- 2017 : Normandie nue de Philippe Le Guay
- 2018 : Les Estivants de Valeria Bruni Tedeschi
- 2018 : Grâce à Dieu de François Ozon
- 2019 : Seules les bêtes de Dominik Moll
- 2020 : Aline de Valérie Lemercier
- 2020 : Tout s'est bien passé de François Ozon
- 2021 : Viens je t'emmène de Alain Guiraudie
- 2021 : Une mère de Sylvie Audcoeur
- 2022 : Les Amandiers de Valeria Bruni Tedeschi
- 2023 : L'Île rouge de Robin Campillo
- 2023 : Anatomie d'une chûte de Justine Triet
- 2024 : Emilia Perez de Jacques Audiard
- 2024 : Miséricorde de Alain Guiraudie
- 2025 : Alpha de Julia Ducournau
- 2025 : Dossier 137 de Dominik Moll

### Séries
- 2008 : Rien dans les poches de Marion Vernoux
- 2010 : Dix pour cent de Fanny Herrero, réalisé par Cédric Klapisch
- 2021 : Drôle de Fanny Herrero réalisé par Farid Bentoumi et Bryan Marciano

### Clips
- 1998 : Sommes-nous ? de Alain Bashung réalisé par Jacques Audiard
- 1998 : Unlimited Marriage de Rodolphe Burger réalisé par Jacques Audiard
- 1998 : Ton Invitation de Louise Attaque réalisé par Jacques Audiard
- 2003 : Tout le Monde de Carla Bruni réalisé par Leos Carax
- 2003 : Quelqu'un m'a dit de Carla Bruni réalisé par Leos Carax

### Courts métrages
- 1990 : Sans rire de Mathieu Amalric
- 1991 : Les Aphorécits de Caroline Sarion
- 1993 : La Nuit des Héros de Philippe Parreno
- 1993 : Ayrton la Bête de Rémy Burkel
- 1993 : Faim d'Aimer de Orazio Massaro
- 1995 : Autoreverse de Mathias Benguigui
- 1995 : 15 ans sans billets de Samuel Tasinaje
- 1996 : Blêmes de Laurent de Barthillat
- 1998 : Solène change de tête de Caroline Vignal
- 1998 : Le Songe de Constantin de Joël Brisse
- 1999 : Drugstore de Marion Vernoux

## Théâtre
- 1997 : Voyage, ou l'agonie d'un jeune homme de Coline Serreau, mise en scène Samuel Tasinaje, Théâtre Espace Acteur
- 2011 : L'Année de la pensée magique de Joan Didion, mise en scène Thierry Klifa avec Fanny Ardant, Théâtre de l'Atelier
- 2014 : Des journées entières dans les arbres de Marguerite Duras, mise en scène Thierry Klifa, Théâtre de la Gaité Montparnasse
- 2016 : Croque monsieur de Marcel Mithois, mise en scène Thierry Klifa, Théâtre de la Michodière

## Distinctions

### Décoration
- Officier de l'ordre des Arts et des Lettres (2025)[3]

### Nominations
- César 2018 : meilleurs décors pour 120 battements par minute.
- César 2022 : meilleurs décors pour Aline.
- César 2023 : meilleurs décors pour Les Amandiers.
- César 2024 : meilleurs décors pour Anatomie d'une chute.